# Protiofate
Protiofate là một loại thuốc được sử dụng trong phụ khoa.